# Antonio Muzzi
Antonio Muzzi, né en 1815 à Bologne et mort en 1894 dans la même ville, est un peintre néoclassique italien du XIXe siècle actif principalement à Bologne et à Saint-Pétersbourg.

## Biographie
Né en 1815 à Bologne, Antonio Muzzi commence ses études en arts à l'Académie des beaux-arts de Bologne avant d'y devenir enseignant. Il a reçu une commission de la part du député Gioacchino Pepoli pour peindre une toile représentant la victoire des marquis à la bataille de la Porte Galliera du 8 août 1848, toile aujourd'hui exposée dans un musée de Bologne. Il décède en 1894.

## Œuvres
Liste non-exhaustive de ses peintures : 
- La cacciata degli austriaci da Porta Galliera l’8 agosto 1848, huile sur toile, 1848, Musée du Risorgimento de Bologne (en).